# Пачепельда
Пачепе́льда — деревня в Онежском районе Архангельской области. Входит в состав Чекуевского сельского поселения.

## Географическое положение
Расположена на левом берегу реки Онега.

## Инфраструктура
В деревне много заброшенных домов.

## Топонимия
Название происходит от карел. pättši «печь» и pelto «поле»

## Достопримечательности
В Пачепельде находится недавно восстановленная деревянная церковь Архангела Михаила. Она была построена в 1891 году средствами местного крестьянина П. С. Малыгина из бывшей часовни, пристройкою алтаря и трапезы. Ранее на этом месте стояла часовня 1765 года строительства. Во время строительства церкви к ней были прирублены трапезная и алтарь. Примерно в 1930-е годы церковь была закрыта. В 2011 году была повреждена при подрыве снаряда времён Великой Отечественной войны.

## Население
| 2002 | 2010 | 2012 |
| ---- | ---- | ---- |
| 22   | ↘10  | ↘8   |